# 2015 en Syrie

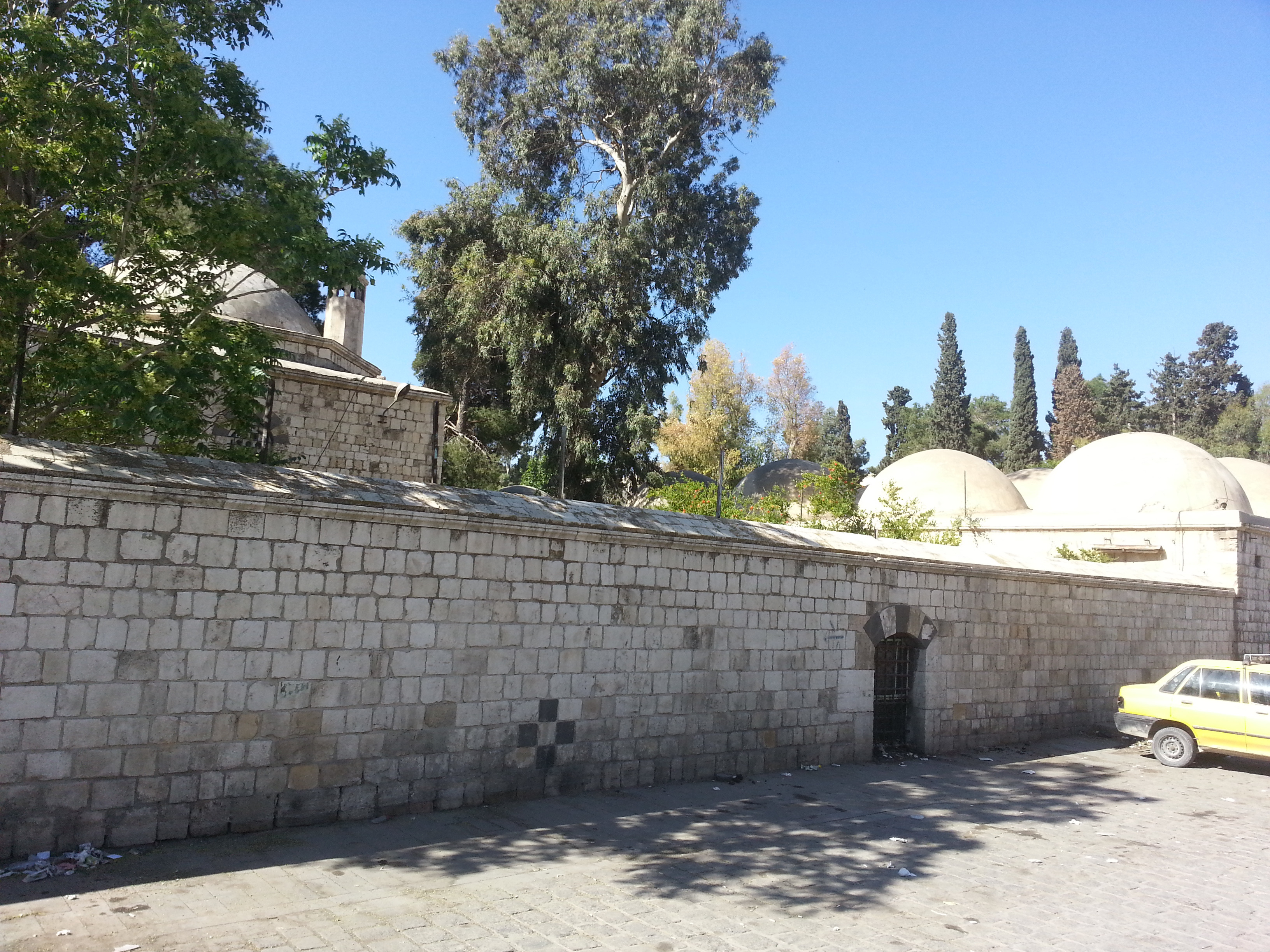

Cet article présente les faits marquants de l'année 2015 en Syrie.

## Évènements
- 26 janvier : la ville de Kobané est reprise par les Unités de protection du peuple (YPG) (deuxième bataille de Kobané).
- Février : début de la bataille de Tall Tamer ; bataille du Régiment 46.
- Mars : bataille de Bosra ; bataille de Cheikh Hilal.
- 28 mars : fin de la bataille d'Idleb, le Front al-Nosra et le Front islamique s'emparent de la ville d'Idleb.
- Avril : bataille de Jisr al-Choghour.
- Mai :
  - Bataille de Palmyre, la ville est prise par l'État islamique.
  - Bataille du Qalamoun ; Première bataille de Hassaké ; bataille de Suran.
- Juin : bataille de la Brigade 52 ; deuxième bataille de Hassaké ; massacre de Kobané.
- Juillet : troisième bataille de Zabadani ; bataille de Sarrine ; combat de Malkiyé.
- Août : bataille de Marea ;
  - À Palmyre, le temple de Baalshamin et le temple de Baal sont détruits par l’État islamique.
- 28 août - 9 septembre : bataille d'Abou Douhour et chute de la ville.
- 30 septembre : début de l'intervention militaire de la Russie.
- 31 octobre - 12 novembre : bataille de al-Hol.
- 10 décembre : attentat de Tall Tamer.
- 23 - 30 décembre : offensive de Tichrine.